# آوی آراد
آوی آراد (عبری: אבי ארד‎; متولد ۱ اوت ۱۹۴۸) یک بازرگان اسرائیلی-آمریکایی است. او در دهه ۱۹۹۰ مدیر عامل شرکت توی بیز شد و بعد از آن رئیس مارول اینترتینمنت، کارگردان مارول، هیئت مدیره، مدیر عامل و پایه‌گذار ماروِل استودیو شد.

## فیلم‌شناسی به عنوان تهیه‌کننده
- مرد عنکبوتی: به درون دنیای عنکبوتی ۲ (۲۰۲۲)
- آنچارتد (۲۰۲۱)
- ونوم ۲ (۲۰۲۰)
- موربیوس (۲۰۲۰)
- ونوم (۲۰۱۸)
- مرد عنکبوتی: به درون دنیای عنکبوتی (۲۰۱۸)
- مرد عنکبوتی شگفت‌انگیز ۲ (۲۰۱۴)
- مرد عنکبوتی شگفت‌انگیز (۲۰۱۲)
- گوست رایدر: روح انتقام (۲۰۱۲)
- مرد آهنی (۲۰۰۸)
- هالک شگفت‌انگیز (۲۰۰۸)
- مجازاتگر: منطقه جنگ (۲۰۰۸)
- مرد عنکبوتی ۳ (۲۰۰۷)
- چهار شگفت‌انگیز: قیام موج‌سوار نقره‌ای (۲۰۰۷)
- مردان ایکس: آخرین ایستادگی (۲۰۰۶)
- چهار شگفت‌انگیز (۲۰۰۵)
- مرد عنکبوتی ۲ (۲۰۰۴)
- مجازاتگر (۲۰۰۴)
- هالک (۲۰۰۳)